# Stefan Zisser
Stefan Zisser (* 26. März 1980 in Bozen) ist ein italienischer Eishockeyspieler, der zuletzt beim HC Bozen in der Erste Bank Eishockey Liga unter Vertrag stand.

## Karriere

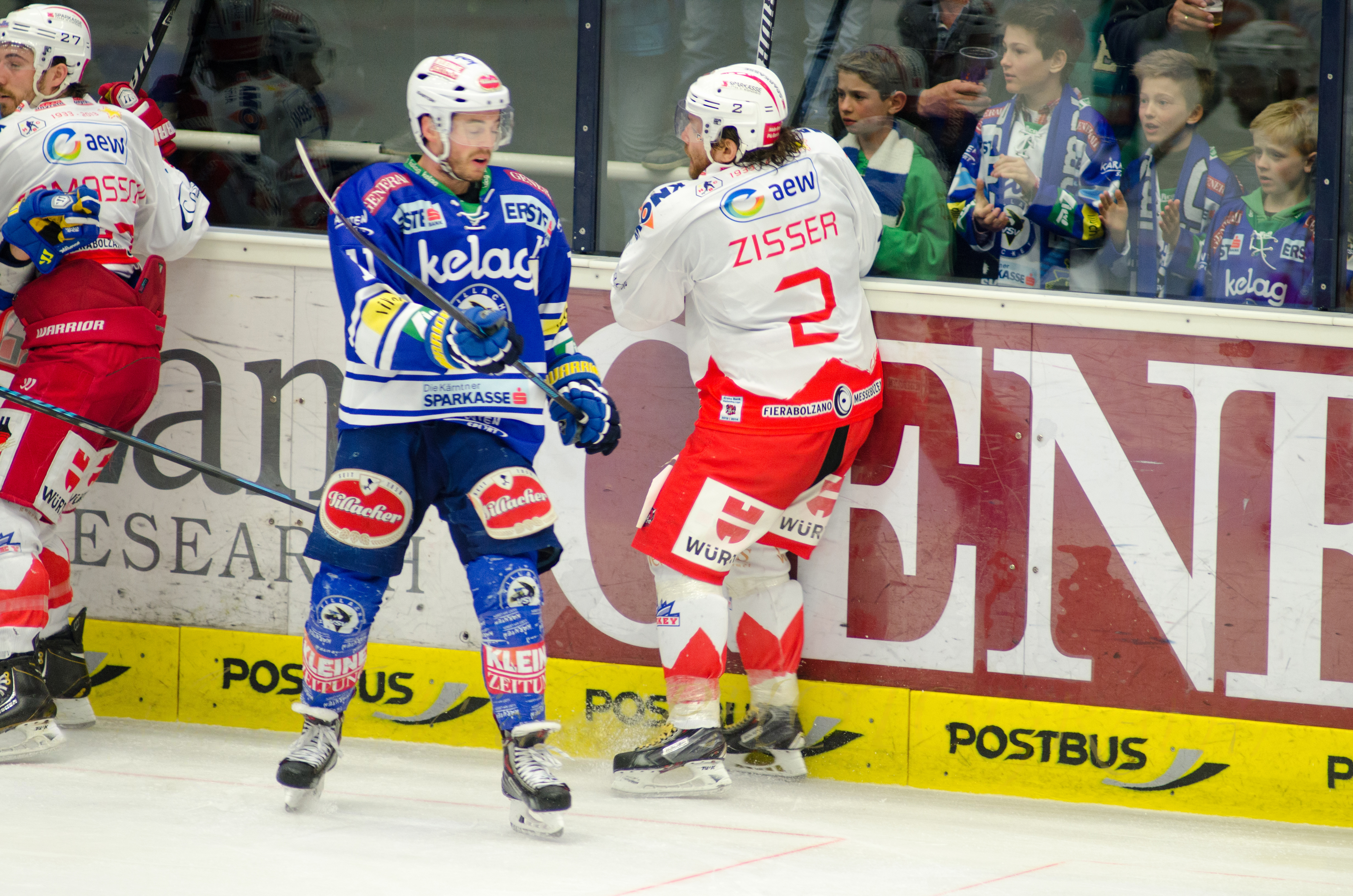
Zisser (re.) im Trikot des HC Bozen (2014)

Stefan Zisser begann seine Karriere als Eishockeyspieler beim EV Bozen 84, für den er in der Saison 1995/96 sein Debüt in der Serie A2 gab. Anschließend spielte er dreieinhalb Jahre in der Jugend des finnischen Erstligisten TPS Turku, ehe er während der Saison 1999/2000 in seine italienische Heimat zurückkehrte, wo er einen Vertrag beim HC Bozen erhielt, mit dem er am Saisonende erstmals in seiner Laufbahn Italienischer Meister wurde. Daraufhin wechselte er zu den HC Milano Vipers, mit denen er in den folgenden beiden Spielzeiten je einmal die Meisterschaft, die Coppa Italia, sowie die Supercoppa Italiana gewann. Im Sommer 2002 unterschrieb Zisser erneut beim HC Bozen, für den er bis 2015 spielte und mit dem er drei Mal Meister (2008, 2009 und 2012), dreimal Pokalsieger (2003, 2007 und 2009), dreimal Supercupsieger (2004, 2007 und 2008), sowie zweimal Messe-Cup-Sieger (2007 und 2008) wurde. Zwischen 2013 und 2015 nahm der HC Bozen an der Erste Bank Eishockey Liga teil und Zisser gewann mit dem Team 2014 die Meisterschaft dieser multinationalen Liga. Nach der Saison 2014/15 erhielt er vom HC Bozen kein neuen Vertrag mehr, offiziell aufgrund der EBEL-Punkteregelung.

### International
Für Italien nahm Zisser zunächst an den U18-B-Europameisterschaften 1997 und 1998, als er bester Torvorbereiter des Turniers war, sowie an der U20-C-Weltmeisterschaft 1999 und der U20-B-Weltmeisterschaft 2000 teil. 
Erstmals stand er im Aufgebot der italienischen Herren-Auswahl bei der A-Weltmeisterschaft 2000. Nach der Umstellung auf das heutige Divisionensystem spielte er bei den Weltmeisterschaften 2002 und 2010 in der Top-Division sowie 2003, 2004, 2005 und 2009 in der Division I. Zudem vertrat er seine Farben bei den Olympischen Winterspielen 2006 in Turin.

## Erfolge und Auszeichnungen
| - 2000 Italienischer Meister mit dem HC Bozen - 2001 Sieger Supercoppa Italiana mit den HC Milano Vipers - 2002 Italienischer Meister mit den HC Milano Vipers - 2002 Sieger Coppa Italia mit den HC Milano Vipers - 2003 Sieger Coppa Italia mit dem HC Bozen - 2004 Sieger Supercoppa Italiana mit dem HC Bozen - 2007 Sieger Coppa Italia mit dem HC Bozen - 2007 Messe-Cup-Gewinn mit dem HC Bozen | - 2007 Sieger Supercoppa Italiana mit dem HC Bozen - 2008 Italienischer Meister mit dem HC Bozen - 2008 Messe-Cup-Gewinn mit dem HC Bozen - 2008 Sieger Supercoppa Italiana mit dem HC Bozen - 2009 Italienischer Meister mit dem HC Bozen - 2009 Sieger Coppa Italia mit dem HC Bozen - 2012 Italienischer Meister mit dem HC Bozen - 2014 EBEL-Sieger mit dem HC Bozen |

### International
- 1998 Bester Torvorbereiter bei der U18-B-Europameisterschaft
- 1999 Aufstieg in die B-Gruppe bei der U20-C-Weltmeisterschaft
- 2005 Aufstieg in die Top-Division bei der Weltmeisterschaft der Division I, Gruppe B
- 2009 Aufstieg in die Top-Division bei der Weltmeisterschaft der Division I, Gruppe B